# Reserve (Polizei)
Als Reserve werden im Polizeiwesen zahlreicher Staaten, darunter Namibia und Südafrika, Einheiten bezeichnet, die zusätzlich zu den planmäßig für den Einsatz vorgesehenen Kräften bei Bedarf bzw. regelmäßig zur Verfügung stehen. Ihre Mitglieder sind Reservisten.

## Namibia
In Namibia sind die Reservisten integraler Bestand der Namibian Police Force. Sie müssen in bestimmtem zeitlichen Umfang pro Monat ohne Kompensation Dienst leisten und haben die gleichen Rechten und Pflichten wie reguläre Polizisten.
Die Eintrittsvoraussetzungen sind vergleichsweise gering. Neben der namibischen Staatsangehörigkeit ist ein Alter von 21 bis 50 Jahre vorgeschrieben. Zudem dürfen keine Vorstrafen vorliegen und die englische Sprache muss beherrscht werden.
Vor allem in ländlichen Gebieten auf Farmen haben sich zahlreiche Personen als Reservist zur Verfügung gestellt.
Zudem gibt es in Namibia die Special Reserve Force (zu Deutsch etwa Sonderreserve-Einheit), eine Einheit für Sondereinsätze wie Demonstrationen. Sie ist mit der Bereitschaftspolizei vergleichbar.